# José Manuel Uría González
José Manuel Uría González conegut com a Coque Uría (La Camocha, Gijón, 1 de desembre de 1969), fou un ciclista espanyol, professional entre 1992 i 2000. El seu principal èxit va ser la victòria a la Vuelta a los Valles Mineros.

## Palmarès
- 1994
  - 1r a la Pujada al Naranco
  - Vencedor de la Classificació de la Muntanya de la Volta a Catalunya
- 1997
  - 1r a la Vuelta a los Valles Mineros i vencedor d'una etapa

### Resultats a la Volta a Espanya
- 1995. 15è de la classificació general
- 1997. 14è de la classificació general
- 1999. 13è de la classificació general
- 2000. 47è de la classificació general

### Resultats al Giro d'Itàlia
- 1996. 74è de la classificació general
- 1998. Abandona
- 2000. 43è de la classificació general